# Bombus tanguticus
Bombus tanguticus är en biart som beskrevs av Morawitz 1887. Den ingår i släktet humlor och familjen långtungebin. Inga underarter finns listade.

## Beskrivning
Bombus tanguticus är en stor humla, drottningen kan bli 22 till 28 mm lång. Arbetarna är betydligt mindre, 12 till 13 mm. (inga hanar har hittills blivit beskrivna.) Vingarna är mycket svagt rökfärgade, nästan klara. Den långa pälsen är övervägande svart med vita eller gula band på främre delen av mellankroppen, bakre delen av mellankroppen samt tergit 1 och 2. På tergiterna är det vanligt med inblandning av svarta hår i det gula (eller vita). Dessutom är tergit 4 till 6 övervägande orange. Färgmönstret är ganska variabelt, men individerna är antingen vitbandade eller gulbandade, inte blandat.

## Utbredning
Arten finns endast på den tibetanska högplatån, och är mycket ovanlig.

## Ekologi
Hanar har ännu inte iakttagits, medan arbetare först under 2000-talet upptäckts i Qinghai. Arten är troligtvis den humla som lever på högst höjd; en drottning iakttogs på en höjd av 5 640 meter.